# Cantonul Neuvy-Saint-Sépulchre
Cantonul Neuvy-Saint-Sépulchre este un canton din arondismentul La Châtre, departamentul Indre, regiunea Centru, Franța.

## Comune
- Cluis
- Fougerolles
- Gournay
- Lys-Saint-Georges
- Maillet
- Malicornay
- Mers-sur-Indre
- Montipouret
- Mouhers
- Neuvy-Saint-Sépulchre (reședință)
- Sarzay
- Tranzault